# George Mary Searle
George Mary Searle (Londra, 27 giugno 1839 – New York, 7 luglio 1918) è stato un astronomo statunitense di nascita britannico.
Ancora infante, nel 1840, giunse negli Stati Uniti d'America. Si diplomò a Brookline e si laureò all'Università di Harvard. Lavorò agli osservatori Dudley e Harvard. Fu professore di matematica all'Università Cattolica d'America.
Il Minor Planet Center gli accredita la scoperta dell'asteroide 55 Pandora effettuata il 10 settembre 1858. Ha inoltre scoperto sei galassie.
Nel 1905 propose l'adozione di un nuovo calendario in cui ogni anno avesse un numero intero di settimane. Gli anni normali sarebbero stati di 52 settimane, ovvero 364 giorni, accorciando febbraio a 27 giorni. Gli anni bisestili, uno ogni cinque, sarebbero stati di 53 settimane, ovvero 371 giorni, con una settimana interamente festiva e non compresa in nessun mese posta tra aprile e maggio. Si rendeva poi necessario non considerare bisestili gli anni multipli di 50 con l'eccezione di quelli multipli di 400. In questo modo in 400 anni si avrebbero avute 20.871 settimane come accade nel calendario gregoriano.
Nella vita personale, si convertì al cattolicesimo nel 1862 e divenne paolista nel 1868.